# Diarabana
Diarabana est une localité du centre de la Côte d'Ivoire, et appartenant au département de Séguéla, Région du Worodougou. La localité de Diarabana est un chef-lieu de commune.